# Armada Real de Noruega
La Armada Real de Noruega es la rama marítima de las Fuerzas Armadas de Noruega, y es responsable por la defensa costera y las operaciones navales de la nación. Para el año 2008, la Real Armada de Noruega constaba de aproximadamente 3700 hombres y mujeres (9450 en movilización, y 32 000 en caso de movilización de combate) aparte de 70 navíos, incluyendo 5 fragatas pesadas, 6 submarinos, 14 patrulleros, 4 dragaminas, 4 cazaminas, 1 buque detector de minas, 4 buques de apoyo y soporte y de 2 veleros de entrenamiento. En la Armada Real también se incluye a la Real Guardia Costera de Noruega.
En Noruego, los nombres de los buques llevan el prefijo "KNM", que es una abreviación para la frase Kongelig Norske Marine (Real Armada de Noruega). Los prefijos y nombres para los navíos en servicio con la Guardia Costera son los de "KV" para la abreviación de KystVakt (Guardia Costera) en Noruego.

## Historia

### Posibles Inicios
Los orígenes y la historia de la Armada de Noruega es en sí extensa, y comparte elementos comunes con otras naciones escandinavas, y se dio formalmente con la aparición del leidang; que fuera establecida primeramentepor el rey Håkon el Bueno (Haakon I) ante el Gulating en el año 955. Algunas otras variaciones de la Leidang también tuvieron existencia al tiempo que existieron por varios siglos después de su creación, hasta la aparición de la Unión denominada Reino de Kalmar.

### Inicios
Durante la unión entre Noruega y Dinamarca, las dos naciones dispusieron de una Flota Naval común. Esta Armada se estableció por parte del Rey Hans de Dinamarca en 1509. Una gran proporción de las tripulaciones y de los oficiales eran de origen noruego. En 1709 cerca de 15 000 hombres entre personal enrolado y de carrera eran las tropas disponibles en la flota común; de los cuales 10 000 eran noruegos. Para cuando el navío del rey el Tordenskjold llevó a cabo su famosa acometida contra la comarca de Dynekil en 1716, bajo el reinado de Federico IV, y en el marco de la guerra por el Mar Báltico, más del 80 % de los marineros y del 90 % de los combatientes en dichas fuerzas eran supuestamente de origen noruego. A causa de ello entre la Armada Real de Noruega y la Armada Real de Dinamarca comparten una historia en común entre 1509 a 1814 gracias al conflicto por el control sobre el Mar Báltico y la Unión de su casa real.

### Después de la independencia
El real origen de la Armada Real de Noruega podría situarse el día 12 de abril de 1814, y fue el Príncipe Christian Fredrik su gestor y fundador. Al tiempo de que su separación se hacía efectiva, la Armada Real Noruego-Danesa se hallaba en un muy pobre estado, y Noruega se quedaría en dicha situación con la menor parte en herencia. A todos los oficiales de origen y/o nacimiento danés se les dio la orden de retornar a Dinamarca, y así el primer comandante de la Real Armada de Noruega sería el Capitán Thomas Fasting. En sus inicios su fuerza era de 39 oficiales, siete bergantines (y uno de ellos aún en construcción para el momento), una goleta, ocho goletas cañoneras, 46 chalupas artilladas y 51 barcazas artilladas.
Noruega retuvo sus propias Fuerzas Militares Independientes; incluida la Armada, al margen de las suecas, durante el tiempo que duró y sostuvo su unión con Suecia. Durante la mayoría del tiempo que duró la unión la Armada siempre estuvo sujeta a una crónica escasez de fondos, y siempre estuvo en contraste con sus ambiciosos planes de expansión. A fines del siglo XIX, la flota se incrementaría para la defensa ante una posible independencia de Noruega frente al muy probable ataque por parte de sus vecinos suecos.
En 1900, justo cinco años después de su separación de de Suecia, la Armada, que se mantenía con un mero carácter de defensa costera, consistía de: dos Buques de defensa costera de fabricación británica (los KNM Harald Haarfagre y KNM Tordenskjold - cada uno de ellos armados y con un desplazamiento de cerca de 3500 toneladas), cuatro monitores del tipo ironclad, tres navíos de guerra sin blindaje, veinte botes artillados, sesenta botes artillados menores (- de 60 toneladas), y una flotilla veintisiete buques torpederos. Estos eran operados por 116 oficiales activos (con una fuerza de reserva adicional de otros diesciseís), y más de 700 suboficiales y marineros.

### Primera y Segunda Guerra Mundial

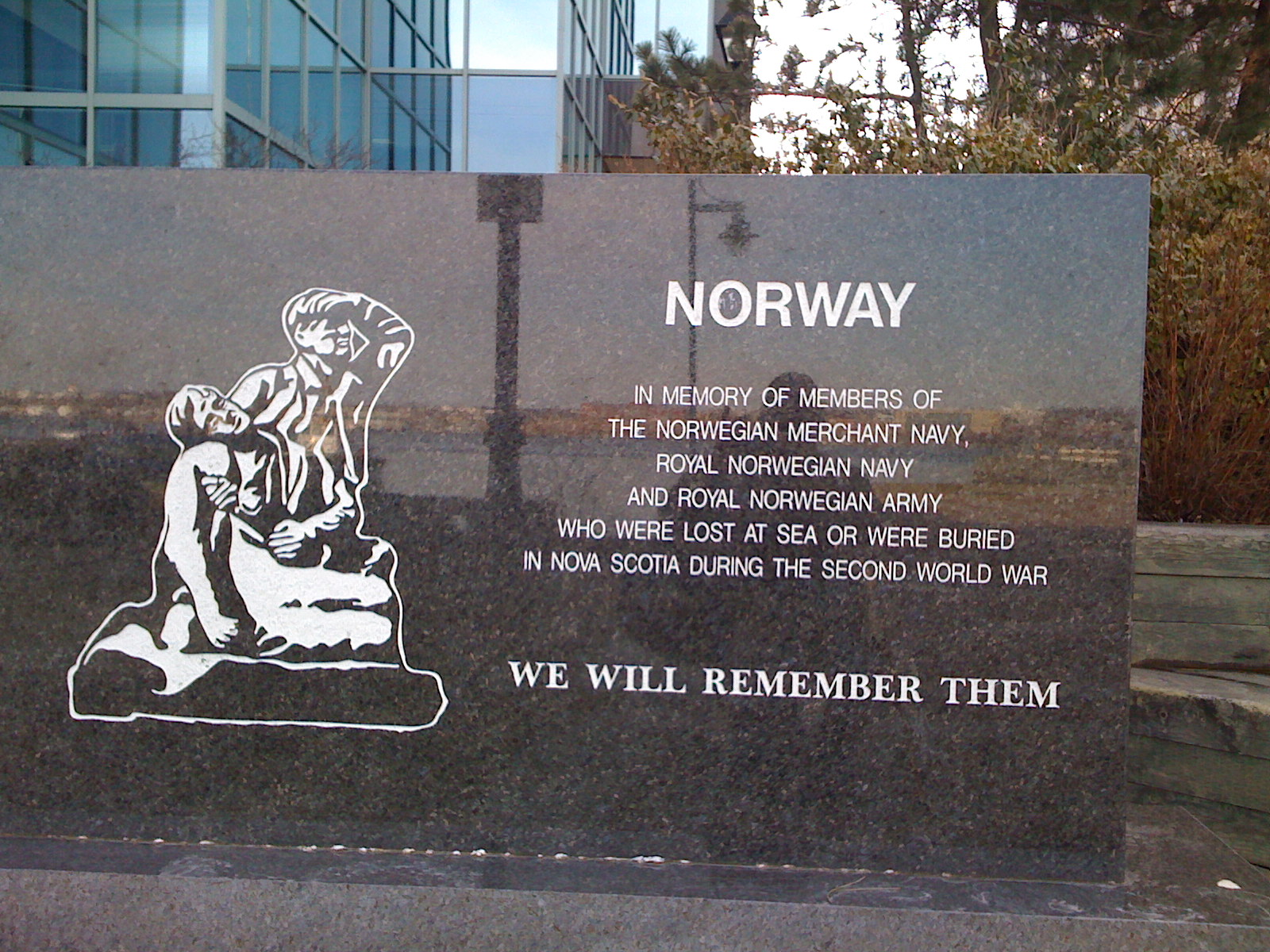
Monumento memorial a los miembros de la Armada Real de Noruega, el Ejército y la Flota Mercane en Halifax, Nueva Escocia, Canadá, en la Plazoleta de banderas en las afueras del Museo Marítimo del Atlántico.

Noruega se mantuvo neutral durante la Primera Guerra Mundial, pero sus fuerzas armadas se movilizaron ante un posible ataque alemán y para proteger a Noruega y su política de neutralidad. Dicha neutralidad fue brevemente probada en los dos conflictos mundiales, cuando la flota mercante de la nación sufrió serias pérdidas a manos de Alemania con sus submarinos y buques corsarios.
La Armada Real de Noruega se involucró por primera vez en la Segunda Guerra Mundial el 8 de abril de 1940, cuando el torpedero alemán SMS Albatross atacó al buque de guardia KNM Pol III. En la horas iniciales de la batalla de Narvik, los viejos buques de defensa costera (panserskip) KNM Eidsvold y el KNM Norge, ambos construidos después de 1905 y para la fecha obsoletos, intentaron una desesperada defensa de los fiordos noruegos frente al embate de las naves de la Armada nazi. Ambas naves fueron torpedeadas hasta su hundimiento. La flota invasora alemana encastrada en el ataque a la ciudad de Oslo se retardó significativamente cuando la Fortaleza de Oscarsborg abrió fuego con dos de sus tres viejos cañones de calibre 280 mm, seguido por el fuego de las piezas restantes del calibre 15 cm en Kopås, en el costado este del estrecho de Drøbak.
Las piezas de artillería infringieron daños severos al crucero pesado Blücher, que luego sería subsecuentemente hundido por el ataque con torpedos disparados desde la base terrestre de Oscarsborg y su batería de torpedos. El Blücher se hundió junto a sus tripulantes, aparte en el primer intento de dicha ofensiva, las fuerzas alemanas perdieron más de 1000 hombres en estos acontecimientos y otros más tras dicho ataque. La flota de invasión alemana —creyendo que al Blücher lo había hundido el impacto de una mina— se retractaron en su intento de atacar al sur y llamaron a la aviación para que arrasara con la fortificación. Este ataque llevó a que el Rey Haakon VII y a la Familia Real de Noruega, así como al gabinete del gobierno entero fueran evacuados y escaparan de su posible captura, yéndose a un país aliado.
El 7 de junio de 1940, se trasladaron 13 navíos, cinco aeronaves y cerca de 500 hombres de la Armada Real Noruega siguiendo a su Rey hasta las costas de Inglaterra, y allí se mantuvieron en combate desde las bases británicas hasta que la guerra había terminado. El número de hombres en la guerra de parte de Noruega se incrementó gracias al flujo de noruegos nativos que combatían en pequeñas fuerzas guerrilleras en el territorio noruego, a los marineros civiles y a los hombres que escaparon de Noruega y se unieron a la Armada Real de Noruega. Los fondos para su financiación provinieron de Nortraship los que se usaron para la compra de nuevas naves, aeronaves y equipamiento de guerra necesario para el esfuerzo del conflicto. Dentro de las operaciones del desembarco de Normandía diez navíos y cerca de 1000 hombres de la Armada Real de Noruega participaron en el transcurso de dichas operaciones en 1944.
Durante esta guerra la Armada operó cerca de 118 navíos, y para el fin de dicha guerra tan solo dispuso de 58 buques y 7500 hombres en servicio activo. Sufrieron al menos la pérdida de 27 naves, 18 barcos pesqueros (en las Islas Shetland) y a 933 hombres en la guerra europea.
La Armada Real de Noruega también tuvo su propia Aviación Naval entre 1912 y 1944.

### Después de la guerra
La reconstrucción y modernización de la flota de la Armada de Noruega sucedió gracias a los sustanciales fondos económicos proveniente del petróleo y al fuerte apoyo de los Estados Unidos. La costa de Noruega era un lugar de paso obligado para la flota soviética basada en la península de Kola si quería acceder a la zona donde navegarían los convoyes de refuerzo de la OTAN en caso de guerra.
Durante la década de los años 60 y durante el resto de la Guerra Fría, la Armada Real de Noruega se especializó para lograr la máxima eficacia en operaciones en sus aguas y zonas costeras, con el objetivo de hacer prácticamente imposible cualquier intento o plan para una invasión soviética desde el mar, para controlar la costa y facilitar el paso de su flota. 
Con esta misión en mente, la Armada Real de Noruega consistió en una gran cantidad de naves pequeñas y más de 15 submarinos de propulsión mixta diésel /eléctrica clase Kobben. Los submarinos consitituían el armá más peligrosa con la cual enfrentar a los submarinos nucleares rusos, con los que seguramente más de una vez se encontraron durante las patruññas en el mar de Barents. 
La Armada Real de Noruega con el fin de la guerra fría Noruega se dedicó a reemplazar dichas embarcaciones por una más reducida flota y contando con un número menor de barcos más capaces y operativos.
La fundación y creación de un Real Museo de la Armada de Noruega se hizo específicamente con el fin de preservar la historia actual y futura de la cultura de Noruega, extensa en dicha rama, y está dedicado a la preservación de las piezas más importantes de buques y navíos en servicio en esta, así como de la promoción y el fomento de la cultura e historia naval de Noruega.

### Actualidad y planes futuros
Actualmente la Armada de Noruega se encuentra bajo un proceso de modernización mayor para reforzar su posición como una de las más modernas y competentes flotas en el mundo y que esté acorde a sus necesidades operativas y a sus intereses nacionales. Algunos de estos proyectos se encuentran en construcción, con la adquisición de nuevos barcos de la Clase Fridtjof Nansen  y equipadas con el sistema de combate modular Aegis, más seis nuevos botes de patrulla de la Clase Skjold, y de numerosas actualizaciones del material y buques existentes. La Armada aparte tiene interés en el diseño de Kockums AB, y desea información adicional del Proyecto de Submarinos de la clase A26 y en muchos otros diseños de submarinos.

## Bases
Algunas de las bases de la Armada Real de Noruega son las siguientes:
- Haakonsvern, Bergen (Cuarteles generales y base principal de la Armada).
- Ramsund, entre los poblados de Harstad y de Narvik (Operaciones Especiales/Base del Comando de Zapadores Navales).
- Trondenes, Harstad (Base y Comando de Zapadores Costeros).
- Olavsvern, Tromsø (Base Auxiliar).
- Sortland (Base del Escuadrón Norte de la Guardia Costera).
- Karljohansvern, Horten (instalaciones y centro de entrenamiento).

## Organización
La Real Armada de Noruega se organiza (en orden descendente) en Flota, la Guardia Costera, y las Escuelas de Formación de Personal Naval. La Flota consiste de:
- Jefe del Comando de la Flota Real,
- Rama de Fragatas (Fregattvåpenet),
- Rama de Submarinos (Ubåtvåpenet),
- Rama de Buques Multipropósito (MTB's) - (MTB-våpenet),
- Rama de Minas (Minevåpenet)
- Grupo Especial de Tareas de Guerra de Noruega (Marinens jegervåpen)
- Rama de Logística y Apoyo (Logistikkvåpenet).

## Flota, unidades  y buques (en el presente)
En el siguiente listado se enumeran las diferentes naves y componentes de la flota de la Armada Real de Noruega y de la Real Guardia Costera de Noruega.

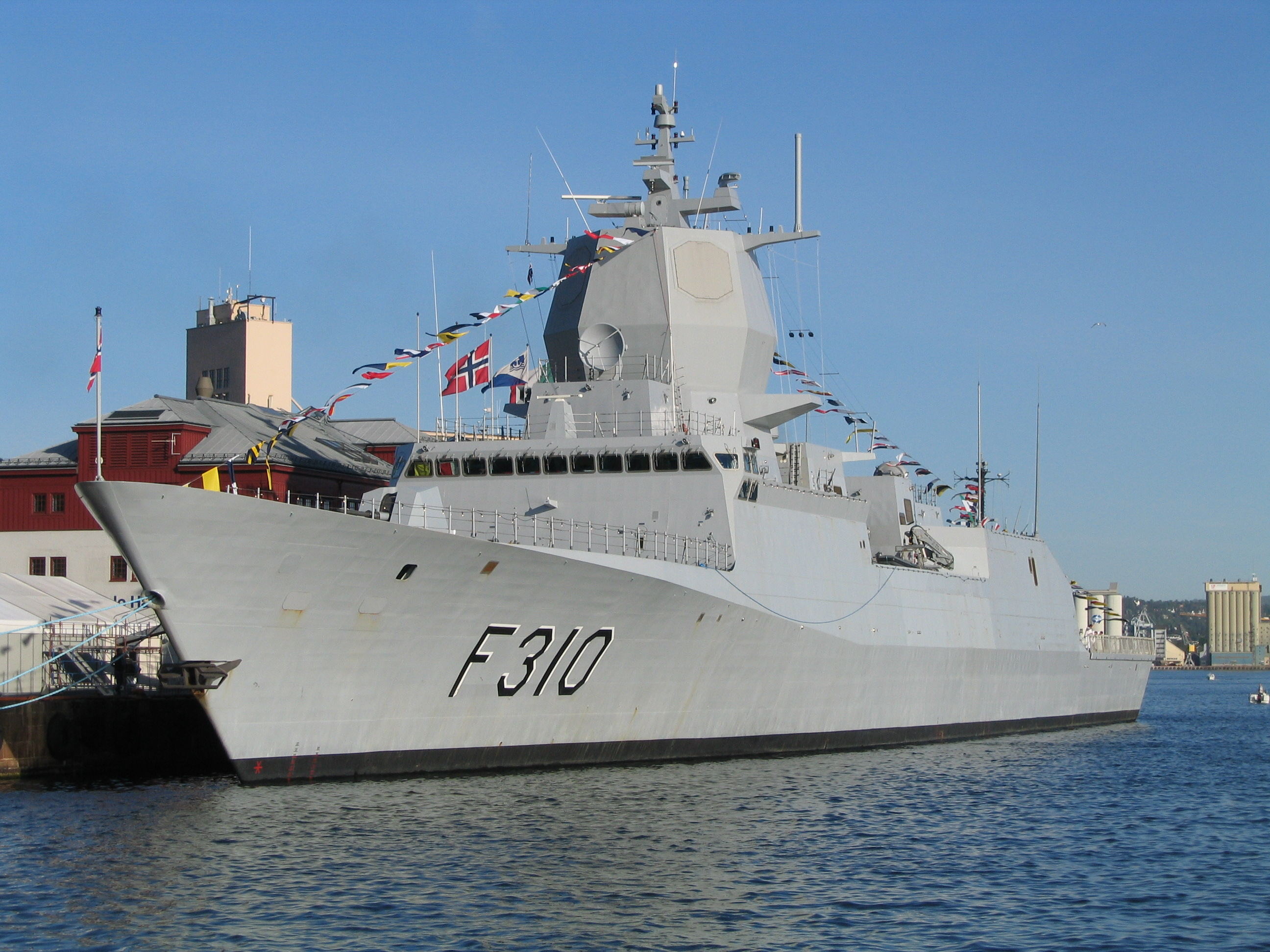
La Fragata Fridtjof Nansen, buque inicial de la clase.

### Fragatas
| Nombre              | Numeral | Astillero       | Iniciado            | Botado                  | Entregado                | Imagen |
| ------------------- | ------- | --------------- | ------------------- | ----------------------- | ------------------------ | ------ |
| KNM Fridtjof Nansen | F-310   | Navantia Ferrol | 9 de abril de 2003  | 3 de junio de 2004      | 5 de abril de 2006       |        |
| KNM Roald Amundsen  | F311    | Navantia Ferrol | 3 de junio de 2004  | 25 de mayo de 2005      | 21 de mayo de 2007       |        |
| KNM Otto Sverdrup   | F312    | Navantia Ferrol | 28 de marzo de 2005 | 28 de abril de 2006     | 30 de abril de 2008      |        |
| KNM Helge Ingstad   | F313    | Navantia Ferrol | 28 de abril de 2006 | 23 de noviembre de 2007 | 29 de septiembre de 2009 |        |
| KNM Thor Heyerdahl  | F314    | Navantia Ferrol | 10 de marzo de 2008 | 11 de febrero de 2009   | 18 de enero de 2011      |        |

### Barrido y dragado de minas
- 1.er Escuadrón de Barrido y Limpieza de Minas
  - Compuesto de Buques dragabarreminas de la Clase Oksøy (1994)

- KNM Oksøy M340
- KNM Karmøy M341
- KNM Måløy M342
- KNM Hinnøy M343

- - Alta (1996):

- KNM Alta M350
- KNM Otra  M351
- KNM Rauma M352

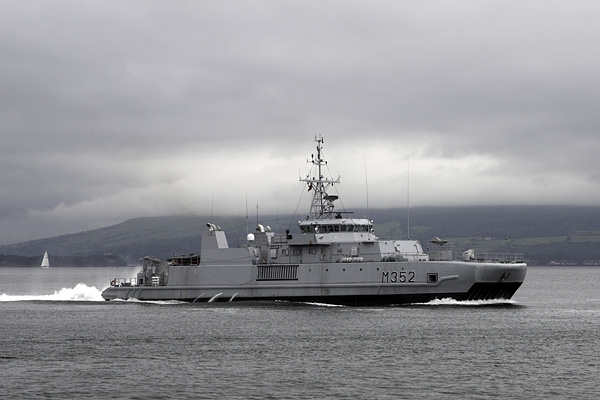
KNM Rauma (M352), uno de los buques minadores de la Clase Alta.

- KNM Orkla M353 (Navío hundido el 19 de noviembre de 2002).
- KNM Glomma M354

- Comando de Limpieza de Minas (buzos)

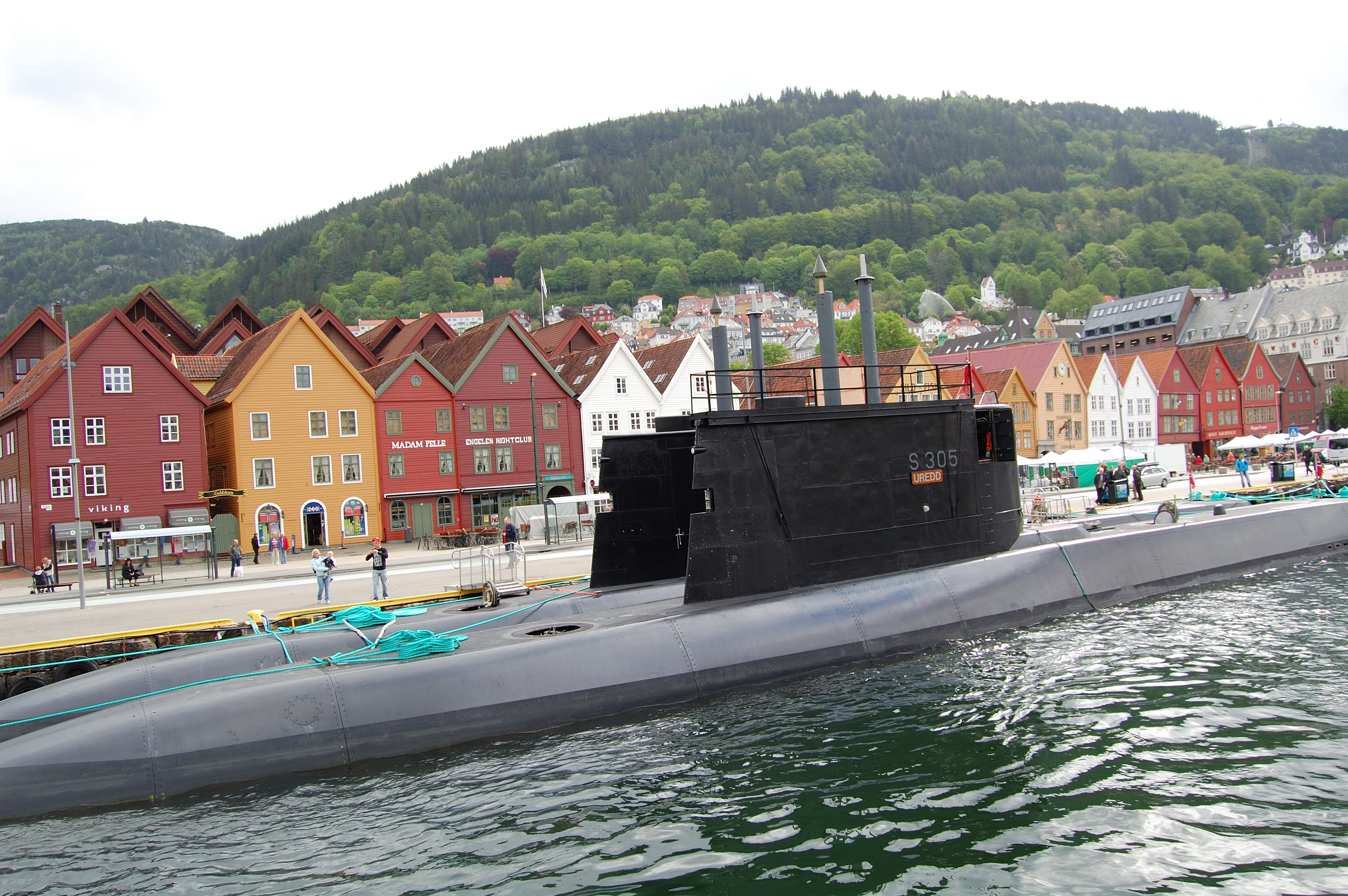
Un par de submarinos de la Clase Ula.

### Submarinos
La flotilla de submarinos está actualmente compuesta de navíos de la Clase Ula, ya que los submarinos de la Clase Kobben han sido dados de baja y vendidos a las armadas de otras naciones.
- 1.erEcuadrón de submarinos (Todos son únicamente de la Clase Ula)]]:

- KNM  Ula (S300)
- KNM  Utsira (S301)
- KNM  Utstein (S302)
- KNM  Utvær (S303)
- KNM  Uthaug (S304)
- KNM  Uredd  (S305)

### Buques Multipropósito (MTB's)

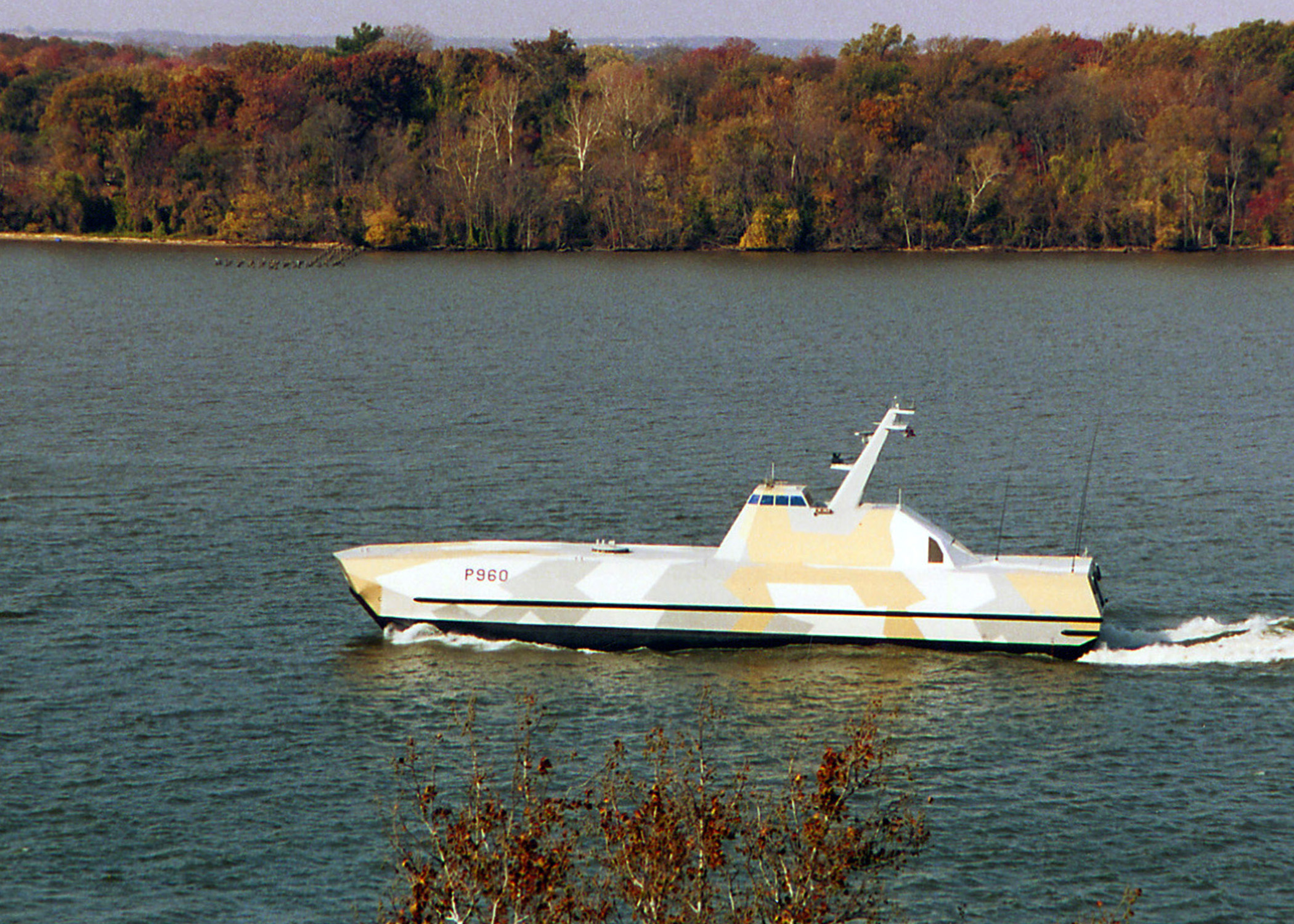
Bote patrullero de la Clase Skjold.

La flota de la Guardia Costera consta de barcos de la Clase Skjold, los cuales están equipados con misiles, y entraron a su servicio operacional en el año 2010.
- Bote misilero de la Clase Skjold, 3 comisionados y en servicio, 3 en pruebas en altamar:

Estas presumiblemente sean redesignadas como corbetas costeras.
- - KNM Skjold (P960) Botada el 22 de septiembre de 1998, y asignada desde el 17 de abril de 1999
  - KNM Storm (P961) Botada el 1 de noviembre de 2006.
  - KNM Skudd (P962) Botada el 30 de abril de 2007.
  - KNM Steil (P963) Botada el 15 de enero de 2008, aún en construcción.
  - KNM Glimt (P964) En construcción.
  - KNM Gnist (P965) En construcción

Los barcos patrulleros de la Clase Hauk, con capacidades de asalto serán retirados de la estructura de operaciones a partir de 2008. Muchos de estos buques han sido desguazados, pocas unidades permanecen en el puerto de Haakonsvern:

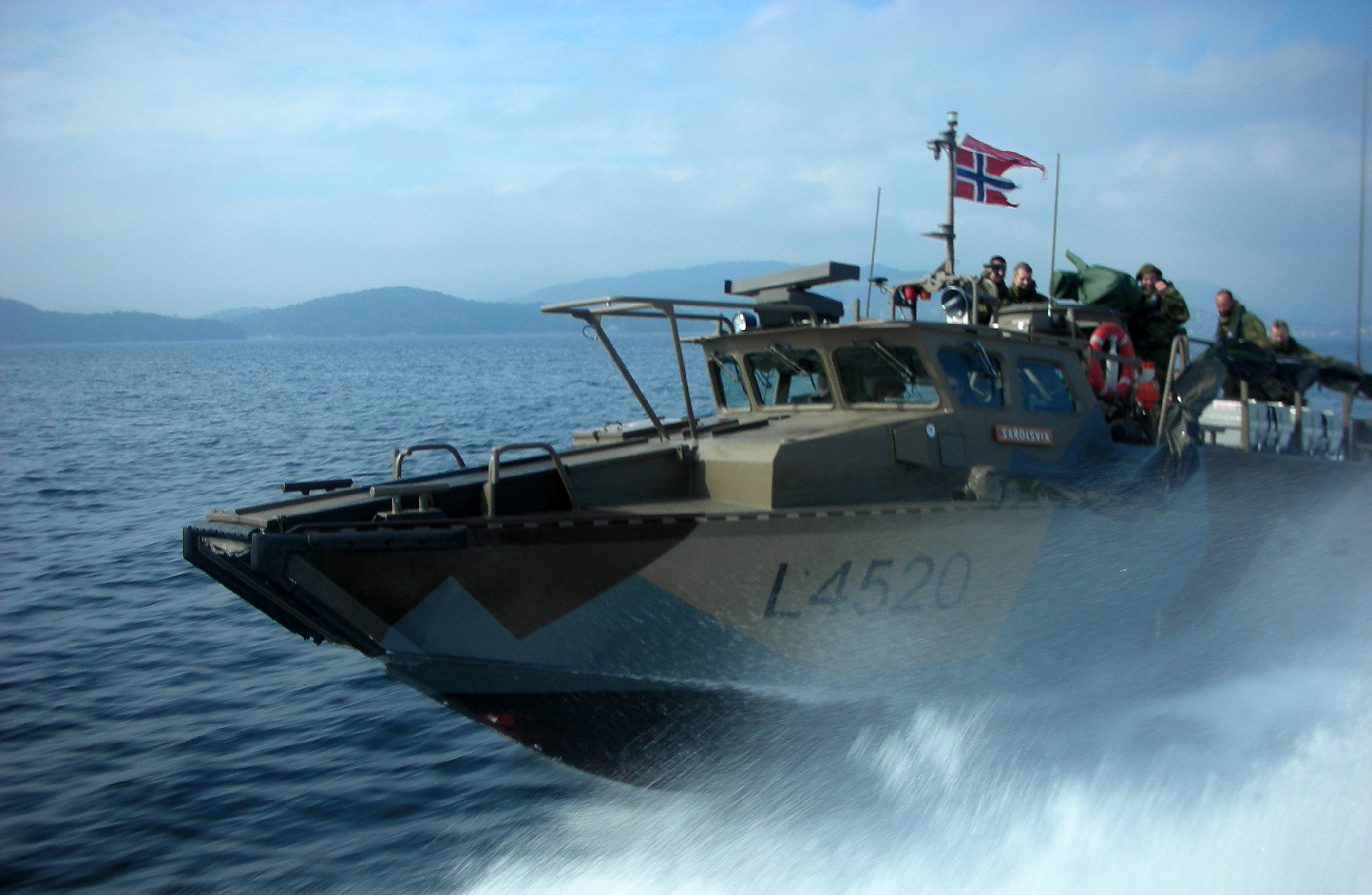
Un buque de Combate del modelo CB 90N KNM Skrolsvik (L4520).

- KNM Hauk (P986)
- KNM Ørn (P987)
- KNM Terne (P988)
- KNM Tjeld (P989)
- KNM Skarv (P990)
- KNM Teist  (P991)
- KNM Jo (P992)
- KNM Lom (P993)
- KNM Stegg (P994)
- KNM Falk (P995)
- KNM Ravn (P996)
- KNM Gribb (P997)
- KNM Geir (P998)
- KNM Erle (P999)'

### Grupo Especial de Operaciones de Guerra de la Armada de Noruega
- Marinejegerkommandoen (Grupo Especial de Operaciones Comando - Comando de  Ranger's Navales):
- Kystjegerkommandoen (Grupo Especial de Operaciones Comando - Comando de  Ranger's Costeros)
- Minedykkerkommandoen (Comando de Buzos de Desminado Naval de Noruega)
- Escuadrón de Botepatrullas Tácticos
  - CB90N (1996)

- Trondenes
- Skrolsvik
- Kråkenes
- Stangnes
- Kjøkøy
- Mørvika
- Kopås
- Tangen
- Oddane
- Malmøya
- Hysnes
- Brettingen
- Løkhaug
- Søviknes
- Hellen
- Osternes
- Fjell
- Lerøy
- Torås
- Møvik

### Operaciones logísticas
- En el proceso de establecer un servicio logístico en la Armada, y acorde a las informaciones suministradas en el website oficial de la Armada de Noruega, una gran cantidad de buques medios y de una embarcación pequeña para los servicios logísticos eran requeridos, pero de acuerdo a los reportes de la prensa impresa (24/2009)[17] el gobierno tan solo planea adquirir una sola unidad.

- Navíos de Apoyo y Soporte:

- Valkyrien (A535)

- Yate Real:

- Norge (A553)

- Dragador/posaminas:

- Tyr (N50)

## Guardia Costera y buques
La Guardia Costera es una división de la Armada Real de Noruega (en Noruego: Kystvakt/Kystvakten)

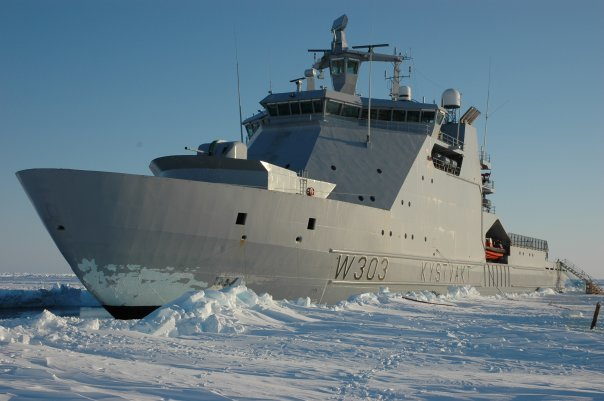
KV Svalbard (W-303 KYSTVAKT).

- Escuadrón Norte de la Guardia Costera

- KV Harstad
- KV  Svalbard 
- KV  Andenes 
- KV  Nordkapp 
- KV  Senja 
- KV  Heimdal 
- KV  Farm 
- KV Barentshav

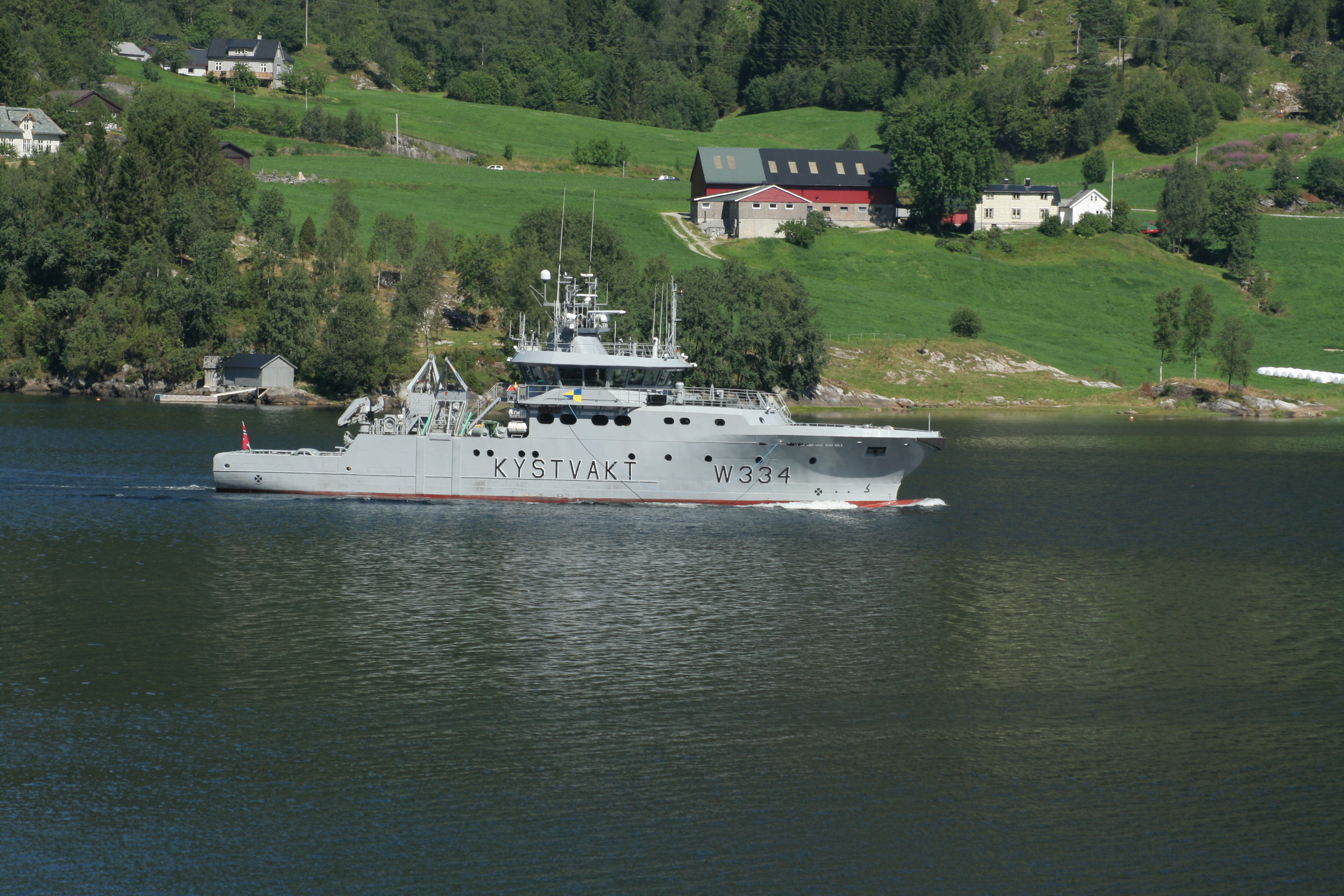
KV Tor (W-334 KYSTVAKT).

- Escuadrón Sur de la Guardia Costera

- KV  Leikvin 
- KV  Ålesund 
- KV  Nornen 
- KV  Njord 
- KV  Tor 

### Navíos futuros
- Tres nuevos buques con sistemas de impulsión híbrida compuesta de motores de propulsión diésel-GNL de la Clase Barentshav han sido ordenados. El primer buque de esta clase, el Barentshav, se entregó el 22 de agosto de 2009. Los dos navíos restantes serán bautizados Bergen y Sortland.

- Establecimiento para el Entrenamiento Básico de la Armada Real de Noruega, KNM  Harald Haarfagre , en Stavanger.
- Oficina de Admisiones de la Armada Real de Noruega, en Horten y Bergen.
- Academia de Oficiales de la Armada Real de Noruega, en Laksevåg, Bergen.
- Establecimiento para el Entrenamiento de la Armada Real de Noruega, KNM Tordenskjold , en Haakonsvern, Bergen.

Dos de los buques escuela retienen los prefijos navales, como una reminiscencia de las épocas de las prácticas de la Real Armada de la Unión.

## Insignias y grados
|                           | Grados e insignias de la Armada Real de Noruega | Grados e insignias de la Armada Real de Noruega                 | Grados e insignias de la Armada Real de Noruega    | Grados e insignias de la Armada Real de Noruega | Grados e insignias de la Armada Real de Noruega | Grados e insignias de la Armada Real de Noruega | Grados e insignias de la Armada Real de Noruega | Grados e insignias de la Armada Real de Noruega | Grados e insignias de la Armada Real de Noruega | Grados e insignias de la Armada Real de Noruega | Grados e insignias de la Armada Real de Noruega | Grados e insignias de la Armada Real de Noruega |
| ------------------------- | ----------------------------------------------- | --------------------------------------------------------------- | -------------------------------------------------- | ----------------------------------------------- | ----------------------------------------------- | ----------------------------------------------- | ----------------------------------------------- | ----------------------------------------------- | ----------------------------------------------- | ----------------------------------------------- | ----------------------------------------------- | ----------------------------------------------- |
| Oficiales                 |                                                 |                                                                 |                                                    |                                                 |                                                 |                                                 |                                                 |                                                 |                                                 |                                                 |                                                 |                                                 |
| Código OTAN               | OF-10                                           | OF-9                                                            | OF-8                                               | OF-7                                            | OF-6                                            | OF-5                                            | OF-4                                            | OF-3                                            | OF-2                                            | OF-1                                            | OF-1                                            |                                                 |
| Insignia Naval de Noruega | Sin equivalencia                                |                                                                 |                                                    |                                                 |                                                 |                                                 |                                                 |                                                 |                                                 |                                                 |                                                 |                                                 |
| Grado                     | -                                               | Admiral (Almirante)                                             | Viseadmiral (Almirante de escuadra)                | Kontreadmiral (Vicealmirante)                   | Flaggkommandør (Contralmirante)                 | Kommandør (Capitán de Navío)                    | Kommandørkaptein (Capitán de Fragata)           | Orlogskaptein (Capitán de Corbeta)              | Kapteinløytnant (Teniente de Navío)             | Løytnant (Teniente de Fragata)                  | Fenrik (Teniente de Corbeta)                    |                                                 |
| Abrev.                    | -                                               | ALM                                                             | ALME                                               | VALM                                            | CALM                                            | CN                                              | CF                                              | CC                                              | TN                                              | TF                                              | TC                                              |                                                 |
| Suboficiales y Marineros  |                                                 |                                                                 |                                                    |                                                 |                                                 |                                                 |                                                 |                                                 |                                                 |                                                 |                                                 |                                                 |
| Código OTAN               |                                                 | OR-9                                                            | OR-9                                               | OR-8                                            | OR-7                                            | OR-6                                            | OR-5                                            | OR-4                                            | OR-3                                            | OR-2                                            | OR-1                                            |                                                 |
| Insignia Naval de Noruega |                                                 | N/D                                                             | N/D                                                | N/D                                             | N/D                                             | N/D                                             |                                                 |                                                 |                                                 | N/D                                             |                                                 |                                                 |
| Grado                     |                                                 | Sin equivalencia (Suboficial superior del Comando de la Armada) | Sin equivalencia (Suboficial superior del Comando) | Sin equivalencia (Suboficial superior)          | Sin equivalencia (Suboficial Jefe)              | Sin equivalencia (Suboficial Primero)           | Kvartermester (Suboficial Segundo)              | Konstabel (Suboficial Tercero)                  | Visekonstabel (Marinero segundo)                | Sin equivalencia (Marinero primero)             | Menig (Marinero)                                | -                                               |
| Abrev.                    |                                                 | NSA                                                             | NSAC                                               | SJP                                             | SJS                                             | S1                                              | S2                                              | S3                                              | MA1                                             | MA2                                             | MA0                                             |                                                 |